# Guominjun
O Guominjun (chinês tradicional: 國民軍, chinês simplificado: 国民军, pinyin: Guómínjūn, Wade–Giles: Kuo2-min2-chün1), também conhecido como Kuominchun, abreviado como GMJ e KMC, foi uma facção militar fundada por Feng Yuxiang, Hu Jingyi e Sun Yue durante a Era dos Senhores da Guerra da China. O KMC controlava grande parte do noroeste da China, incluindo Shensi, Chahar e Suiyuan, daí seu outro nome, Exército do Noroeste (西北軍; que não deve ser confundido com o exército posterior de mesmo nome sob o comando de Yang Hu-ch'eng).

## História
O Guominjun foi formado após Feng trair a camarilha Zhili durante a Segunda Guerra Zhili-Fengtian em 1924. O Guominjun ocupou Pequim, capturou o líder Zhili, Cao Kun, e expulsou o imperador deposto da Dinastia Qing, Pu Yi, da Cidade Proibida.

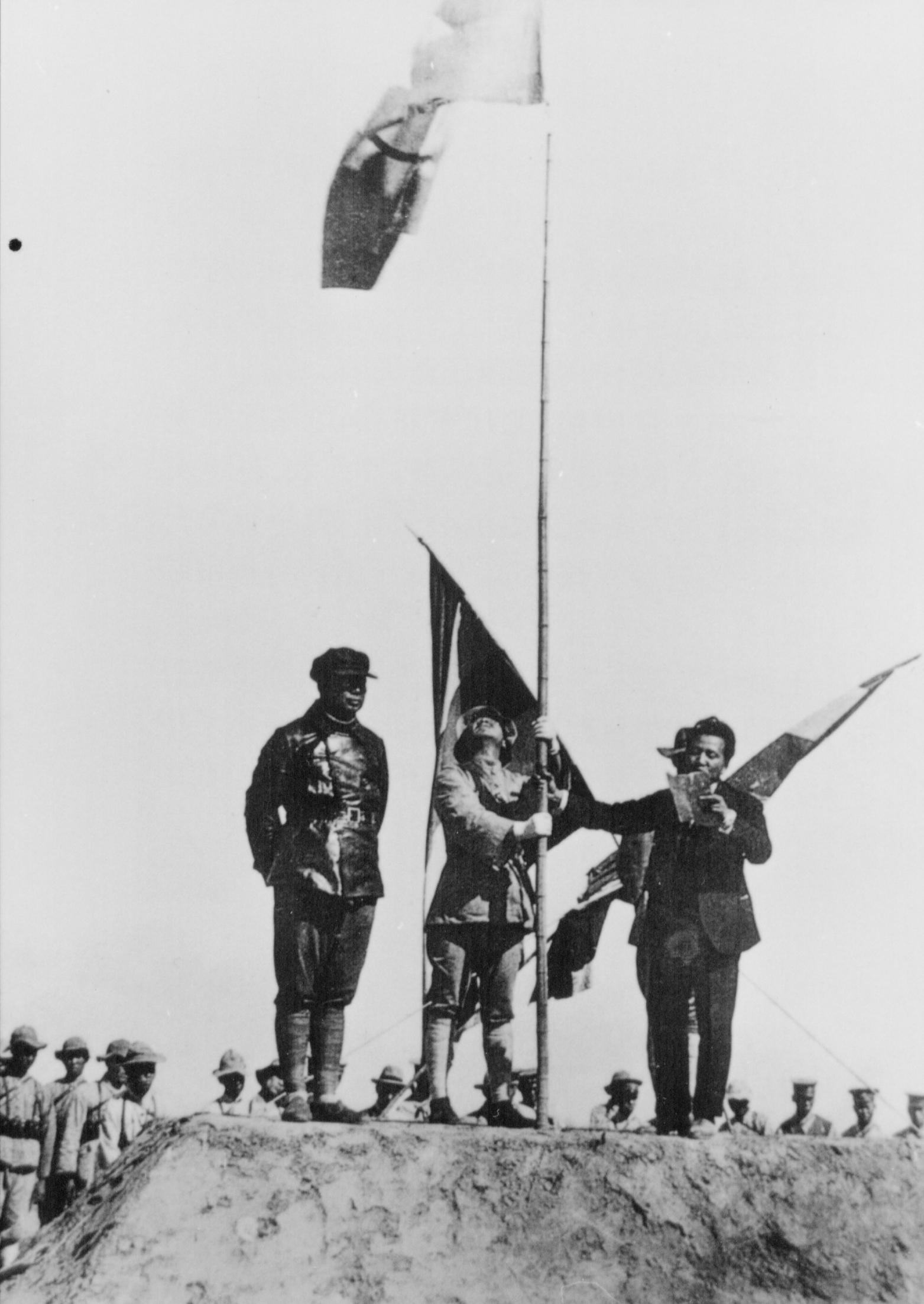
O Guominjun aliou-se ao Kuomintang após 17 de setembro de 1926.

No final de 1925, o general da Camarilha de Fengtian Guo Songling desertou para a KMC; desencadeando a Guerra Anti-Fengtian contra Zhang Zuolin.
O Guominjun foi incorporado ao Exército Revolucionário Nacional do Kuomintang como o "Segundo Exército Coletivo" em 1928 durante a Expedição do Norte, e lutou ao lado do KMT para derrotar as forças de Fengtian ( Exército Nacional de Pacificação ) e capturar Pequim. 
Incorporado em 1928 ao Exército Nacional Revolucionário do Kuomintang como 'Segundo Exército Coletivo', o Guominjun participou da Expedição do Norte e lutou ao lado do KMT para derrotar as forças de Fengtian e capturar Pequim.
Cada vez mais insatisfeito com o regime de Chiang Kai-shek, o Guominjun lançou uma rebelião total, aliando-se ao exército de Yan Xishan e Li Zongren, dando início à Guerra das Planícies Centrais em 1930. No entanto, Feng foi derrotado, e o que restou da facção acabou sendo absorvido pelo Kuomintang.

## Ideologia
O Guominjun era muito simpático ao governo de Sun Yat-sen em Guangzhou, mas, devido ao isolamento geográfico, mantinham-se independentes um do outro. O Guominjun era incomum por ser um exército ideológico, no qual suas tropas eram doutrinadas em pensamentos cristãos, socialistas e nacionalistas. Também oferecia programas de assistência social e educação às tropas, algo muito raro para a época. O principal apoiador do Guominjun era a União Soviética, que competia com o Império do Japão pela influência sobre a camarilha de Fengtian.
O Guominjun era, principalmente, uma força nacionalista que refletia também a adoção, por Feng, de elementos cristãos e socialistas, os quais ele considerava úteis para melhorar a sociedade chinesa e fortalecer a moral das tropas.